# Republic Records
Republic Records — американский лейбл звукозаписи, принадлежащий Universal Music Group. Располагается в Нью-Йорке. Он был основан Эйвери и Монте Липманами как независимый лейбл в 1995 году, а в 2000 году был приобретен UMG. Изначально Republic был частью Universal Motown Republic Group, после реорганизации в 2006 году он был переименован в Universal Republic Records, а в 2012 году ему было возвращено изначальное название.

## История

### Основание и Universal Records: 1994—2005
По словам Эйвери Липмана, он со своим братом Монте задумал идею создания Republic Records в своей квартире в Нью-Йорке. Липман утверждает, что оба они ранее работали в звукозаписывающих компаниях в перерывах от работы. Они начали издавать пластинки в качестве хобби, первой из которых была Dingleberry Haze группы Bloodhound Gang. Republic Records была образована в 1995 году как дочерняя компания Geffen Records, но вскоре после её создания дистрибьютором стала недавно созданная фирма Universal Records.
В январе 2000 года было объявлено, что Universal Music Group приобрела Republic Records братьев Липманов в качестве дочерней компании, находящейся в полной собственности. Монте Липман был назначен президентом лейбла Universal Records, а Эйвери Липман стал президентом Republic.

### Universal Republic Records: 2006—2012
В 2006 году в результате слияния лейблов была образована компания Universal Republic Records. Монте Липман стал президентом и генеральным директором реструктурированной компании, а Эйвери Липман занял пост сопрезидента и главного операционного директора. Летом 2011 года в материнской компании лейбла, Universal Motown Republic Group, произошли некоторые изменения. Universal Motown Records был закрыт, а его артисты переведены на воссозданные Motown Records и Universal Republic Records. Universal Republic Records стал отдельным лейблом, а Universal Motown Republic Group была ликвидирована. В августе 2011 года реформированный Universal Republic заключил контракт с Арианой Гранде.

### Возрождение Republic Records: 2012—наст. время
В октябре 2012 года компания Universal Republic Records вернулась к названию Republic Records. Незадолго до того, как лейбл вернулся к названию Republic, на него был подписан канадский музыкант The Weeknd через его лейбл XO. Помимо альбомов артистов, лейбл выпустил саундтреки совместно с Fox Broadcasting Company («Звезда»), NBC (The Voice) и бывшей материнской компанией UMG Universal Pictures, наряду с множеством других партнерств, фильмов и телесериалов. В 2015 году песни Republic Records заняли шесть мест из топ-10 в чарте Mediabase Top 40, побив рекорд 2013 года. Также в 2015 году лейбл подписал контракт с американским рэпером и певцом Post Malone.
В ноябре 2017 года компания была названа Variety «Хитмейкерским лейблом года». В 2018 году Тейлор Свифт подписала контракт с Republic Records и большую часть своей карьеры выпускала музыку через импринт Republic, Big Machine Records. В декабре того же года Republic в сотрудничестве с Sony Pictures выпустила саундтрек к фильму «Человек-паук: Через вселенные». Главным синглом саундтрека стала песня Post Malone и Swae Lee «Sunflower», которая заняла первое место в Billboard Hot 100 и побила рекорд по количеству недель нахождения в первой десятке чарта Hot R&B/Hip-Hop Songs — 45. В начале 2019 года также были подписаны воссоединившиеся Jonas Brothers.
Также в 2019 году Republic Records был назван «Лейблом года» по версии Billboard и Variety. Он становился лейблом года по версии Billboard в течение 4 из последних 5 лет и по версии Variety в течение трёх последних лет. Republic также был назван лейблом года в рамках Billboard Hot 100 в шестой раз подряд. Пять альбомов Republic (Thank U, Next Арианы Гранде, Lover Тейлор Свифт, Beerbongs & Bentleys Post Malone, Scorpion Дрейка и Hollywood’s Bleeding Post Malone) также попали в первую десятку чарта Billboard 200 по итогам года.
В 2020 году Republic Records заключила контракт с JYP Entertainment на издание южнокорейской группы Twice и стала первым американским лейблом и дистрибьютором группы. Twice станет первым артистом из JYP Entertainment, получившим поддержку в рамках данного соглашения. Подписание Twice символизирует рост популярности K-pop в США. 8 апреля 2020 года было объявлено о сотрудничестве с южнокорейской группой (G)I-dle в рамках выпуска их третьего мини-альбома I Trust, который ознаменовал официальный дебют группы в США.
Republic Records стал первым лейблом, заключившим соглашение с DistroKid, благодаря чему он получил возможность использовать данные компании для поиска новых исполнителей. Проект начался в 2021 году и позволил DistroKid получать вознаграждение за поиск любого нового артиста, подписанного на лейбл. В январе 2021 года на лейбле вышло пять из семи лучших альбомов в чарте Billboard 200, включая три первых места с альбомом Моргана Уоллена Dangerous: The Double Album, Evermore Тейлор Свифт и Shoot for the Stars, Aim for the Moon Pop Smoke. After Hours The Weeknd и Positions Арианы Гранде заняли шестое и седьмое места соответственно. В том месяце у Republic также было шесть из десяти лучших альбомов в чарте альбомов Rolling Stone и девять из 20 лучших песен в чарте песен Rolling Stone. В марте 2021 года Тейлор Свифт стала первой исполнительницей лейбла, получившей премию «Грэмми» в номинации «Альбом года» за альбом Folklore. 24 ноября 2021 года Джим Роппо и Венди Голдштейн были назначены сопрезидентами Republic Records.
В июле 2022 года Universal Music Group официально запустила и расширила сеть лейблов Republic Records на международных рынках. Лейбл начал свою работу на Филиппинах через местную дочернюю компанию UMG Philippines.

## Релизы

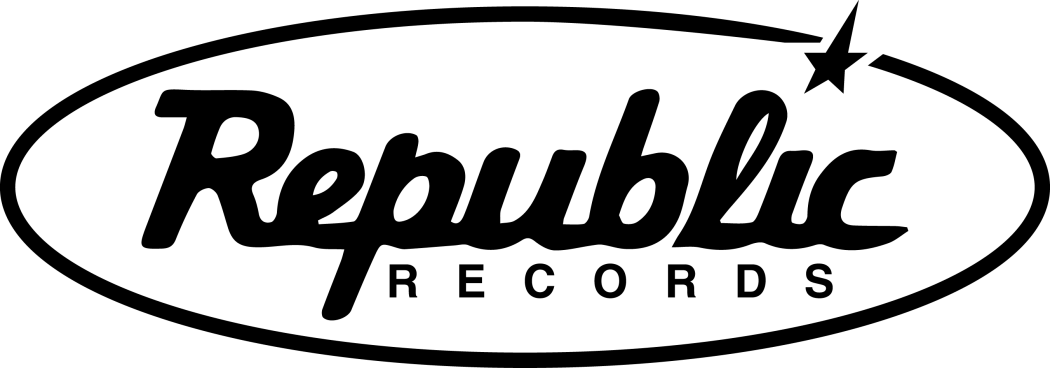
Логотип Republic Records с 1994 по 2006 год

Republic Records выпустила мини-альбом группы Bloodhound Gang 1994 года, Dingleberry Haze, и их первый студийный альбом, Use Your Fingers. Сингл Кевина Рудольфа «Let It Rock» был удостоен тройной платиновой сертификации ARIA. Дебютный сингл Джей Шона, «Down», был продан тиражом в шесть миллионов копий в США и получил широкую популярность на радио по всему миру. Последующий сингл Шона, «Do You Remember», был продан тиражом более миллиона копий.
Американская певица и автор песен Тейлор Свифт записывалась на лейбле Big Machine Records. Свифт является четырёхкратно платиновой исполнительницей, получившей 11 премий «Грэмми» и продавшей более 175 миллионов экземпляров по всему миру по состоянию на 2014 год. Поскольку её контракт с Big Machine закончился в 2018 году, она подписала контракт с Republic, а её первый сингл «Me!» на этом лейбле вышел 26 апреля 2019 года. Джек Джонсон является обладателем нескольких золотых и платиновых сертификаций. Дебютный альбом Дэмиана Марли был удостоен золотой сертификации и продан в количестве одного миллиона копий по всему миру.
Другие известные релизы Republic за последние годы были выпущены такими исполнителями, как Ариана Гранде (Yours Truly(2013), My Everything (2014), Dangerous Woman (2016), Sweetener (2018), Thank U, Next (2019) и Positions (2020)); Jonas Brothers (Happiness Begins (2019)); Тейлор Свифт (Lover (2019), Folklore и Evermore (2020), Fearless (Taylor’s Version) (2021) и Red (Taylor’s Version), Midnights (2022) и Speak Now (Taylor’s Version) (2023)); The Weeknd (Kiss Land (2013), Beauty Behind the Madness (2015), Starboy (2016), After Hours (2020) и Dawn FM (2022)); Florence and the Machine (How Big, How Blue, How Beautiful (2015) и High as Hope (2018)); Лорд (Pure Heroine (2013), Melodrama (2017) и Solar Power (2021)); Джеймс Блейк (Assume Form (2019)); Pearl Jam (Gigaton (2020)); Поппи (Stagger (2022)) и Ким Петрас (Clarity и Turn Off the Light (2019)).

## Связанные лейблы и импринты
- 21 Entertainment
- American Recordings
- Anti (цифровая дистрибуция)
- Uptown Records[англ.]
- Aware Records[англ.]
- Beauty Marks Entertainment
- Big Hit Music[англ.] (дистрибьюция релизов TXT)
- Boominati Worldwide
- Brushfire Records[англ.]
- Casablanca Records
- Cash Money Records
- Electric Feel Records
- Galactic Records
- Federal Films
- The Heavy Group
- Hikari-Ultra
- Imperial Music
- Lava Records
- JYP Entertainment (Северная Америка)
- Mercury Records
- Monkeywrench Records[англ.]
- Real World Records[англ.] (Северная Америка)
- Republic Kids
- Republic Nashville[53]
- Schoolboy Records[англ.]
- Victor Victor Worldwide
- Taylor Swift (одноименный персональный лейбл для цифровых релизов)
- Wicked Awesome Records
- XO
- Young Money Entertainment
- Jackson Pendergist[54]
- Chicken Boys Entertainment (Северная Америка)